# Die vier kunstreichen Brüder
Die vier kunstreichen Brüder ist ein Märchen (ATU 653). Es steht in den Kinder- und Hausmärchen der Brüder Grimm ab der 2. Auflage von 1819 an Stelle 129 (KHM 129). Das Märchen ist auch im italienischen, dänischen, serbischen und russischen Sprachraum bekannt.

## Inhalt

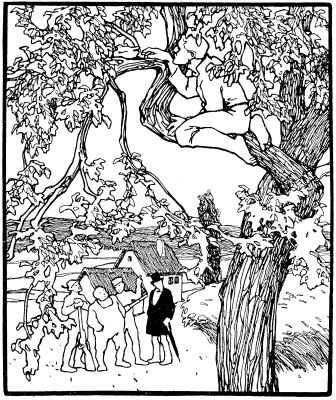
Illustration von Otto Ubbelohde, 1909

Ein armer Vater lässt seine vier erwachsenen Söhne ausziehen, ein Handwerk zu erlernen. An einer Wegkreuzung trennen sie sich. Jeder wird von einem Mann angeredet und einer zum Dieb, einer zum Sterngucker, einer zum Jäger und einer zum Schneider ausgebildet. Nach vier Jahren zeigen sie dem Vater ihre Kunst. Fünf Eier werden in der Baumkrone erspäht, dem Vogel weggeholt, mit einem Schuss um die Ecke zerschossen, wieder zusammengenäht und ins Nest gelegt. Als die Küken schlüpfen, haben sie nur ein rotes Streifchen am Hals. Als des Königs Tochter entführt wird, erbittet der Sterngucker, der sie auf einem Felsen bei einem Drachen sitzen sieht, ein Schiff. Der Dieb klaut sie unter dem schlafenden Drachen weg. Als er aufwacht und nachkommt, schießt ihn der Jäger tot, aber er fällt aufs Schiff. Der Schneider näht es wieder zusammen. Vor dem König sind sie uneins, wer die Prinzessin zum Lohn verdient. Da bekommt jeder ein halbes Reich.

## Herkunft

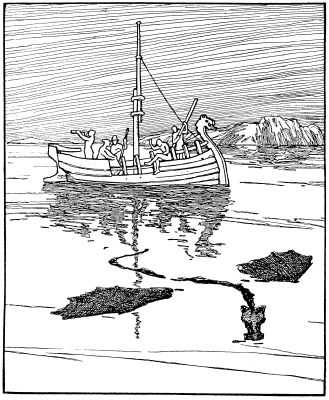
Illustration von Otto Ubbelohde, 1909

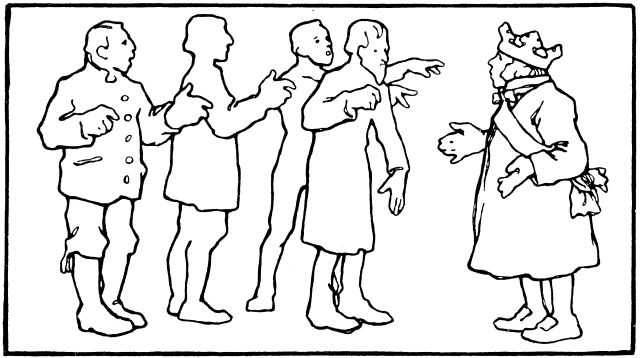
Illustration von Otto Ubbelohde, 1909

Das Schwankmärchen steht in den Kinder- und Hausmärchen ab der 2. Auflage von 1819 an Stelle 129 (anstelle Der Löwe und der Frosch von 1815). Grimms Anmerkung notiert „Aus dem Paderbörnischen“ (wohl von Familie von Haxthausen), nennt zum Vergleich KHM 124 Die drei Brüder, „obgleich dem Inhalte nach verschieden“, sowie in Giambattista Basiles Pentameron V,7 Die fünf Söhne, bei Mortini Nr. 80, bei Straparola 7,5, ungarisch bei Stier „S. 61“, russisch bei Dieterich Nr. 3. Grimms vergleichen weiter „die vierte Erzählung des Papageien“ im persischen Tuhti Nameh und nennen für ähnliche Stoffe noch Ssidi Kur und ein afrikanisches Märchen aus der Sammlung von Kölle „S. 145“. Vgl. zum schwankhaften Dieb KHM 68 De Gaudeif un sien Meester, KHM 71 Sechse kommen durch die ganze Welt, KHM 192 Der Meisterdieb, zur roten Naht am Hals der geflickten Küken KHM 126 Ferenand getrü und Ferenand ungetrü, zum Drachen im Schoß der zu befreienden Königstochter KHM 91 Dat Erdmänneken.
Wilhelm Grimm schmückte den Text zunehmend mit schon literarisch belegten Redensarten aus: „Das Ende vom Lied“ (ab 1819); „du sprichst wie du's verstehst“ (ab 1837); „hat euch der Wind wieder zu mir geweht?“ (ab 1850); „Der hatte gewiß von dem Pulver, das um die Ecke schießt“ (ab 1850); „Ich muß euch über den grünen Klee loben“ (ab 1850).
Der Stoff der meisterhaften Gesellen stammt laut Hans-Jörg Uther aus Indien und ist in Europa ab dem 13. Jahrhundert belegt. Die älteste deutsche Fassung steht in Eberhard Werner Happels Roman Der ungarische Kriegs-Roman.

## Varianten
In einer italienischen Variante ziehen die drei Söhne eines armen Vaters aus, um das Glück zu finden. Einer wird ein Soldat, einer ein Schiffsbauer, der Jüngste aber erlernt die Sprache der Vögel. Als sie sich nach zehn Jahren wiedertreffen, erzählt eine Elster dem Jüngsten von einem Schatz, den die drei Brüder sogleich heben, wodurch sie als reiche Leute nach Hause kommen. Später dann berichtet ihm ein Vogel von Agläa, der Tochter Apollos, die mit vielen Schätzen in einem Schloss auf der Insel Chios im ägäischen Meer eingeschlossen ist und von einer feuer- und geiferspeienden Schlange sowie einem Basilisken bewacht wird. Daraufhin baut der Schiffsbauer ein schnelles Schiff und an der Insel Chios angelangt, erklettert der Soldat mit zwei Dolchen den Turm, in dem sich Agläa befindet, um sie sowie die dortigen Schätze zu entwenden. In der Heimat bricht dann Streit zwischen den Brüdern um Agläa aus, der vor den Schiedsrichter getragen wird. Die Version stammt aus dem Werk Die Novellen Girolamo Morlinis (München 1908, Nr. 80) und erhielt im Deutschen den Titel Die drei Brüder.
Alexander Nikolajewitsch Afanassjews russische Version Sieben Semjone erzählt von sieben Brüdern, die Waisen sind, alle Semjon heißen und dank des Zaren unterschiedliche Handwerke erlernen. Durch diese gelingt es ihnen dann die schöne Königstochter Jelena zu entführen, um sie dem Zaren als Braut zu bringen.
Eine dänische Variante von Svend Grundtvig, die in dem Werk Dänische Volksmärchen – Nach bisher ungedruckten Quellen erzählt (Leipzig, 1878) abgedruckt ist, im Deutschen den Titel Das Siebengestirn erhielt und eine ätiologische Erzählung ist, berichtet davon, wie sechs Söhne eine von einem bösen Zauberer entführte Königstochter zurückbringen. Da sich die sechs Brüder nicht einigen können, wer die Prinzessin zur Frau erhält, lässt Gott sie alle sieben sterben, um sie als das Siebengestirn an den Himmel zu setzen. In Djordje Stefanović Kojanovs serbischer Version aus seinem Werk Serbische Volksmärchen (Novi Sad 1871, Nr. 13), die im Deutschen den Titel Siebengestirn trägt, befreit ein gefangener Täter, im Gegenzug für seine Freiheit und zusammen mit fünf Drachenbrüdern, eine Zarewna aus den Fängen eines siebenköpfigen Drachens. Sie streiten sich erst um die Befreite, dann aber werden allesamt von der Mutter der Drachenbrüder zu Geschwistern erklärt und zum Siebengestirn. Die Version erschien auch in dem Werk Srpske narodne pripovijetke (Dubrovnik 1911, Nr. 18, dt. Titel: Das Siebengestirn) von Tihomir Ostojić, der es von Kojanov übernommen hatte.

## Zeichentrickserie
- Gurimu Meisaku Gekijō, japanische Zeichentrickserie 1987, Folge 37: Die vier kunstreichen Brüder.
- SimsalaGrimm, deutsche Zeichentrickserie 2010, Folge 33: Die vier kunstreichen Brüder.